# Bronka Manulak
Bronka Manulak (ur. 1911 w Łodzi, zm. 10 maja 1943 w Warszawie) – żydowska działaczka ruchu oporu w getcie warszawskim, uczestniczka powstania w getcie warszawskim.

## Życiorys
Urodziła się w rodzinie od trzech pokoleń związanej z ruchem Poalej Syjon. Po wybuchu II wojny światowej przeprowadziła się do Warszawy. W getcie warszawskim należała do grupy bojowej skoszarowanej od końca stycznia 1943 na ulicy Świętojerskiej 34. Podczas powstania walczyła w grupie Poalej Syjon Smol.
Zginęła 10 maja 1943 w kanałach podczas próby wyjścia z getta na stronę aryjską.

## Upamiętnienie
- Nazwisko Bronki Manulak widnieje na tablicy pamiątkowej umieszczonej przy pomniku Ewakuacji Bojowników Getta Warszawskiego przy ulicy Prostej 51 w Warszawie.